# Ujeżdżalnia

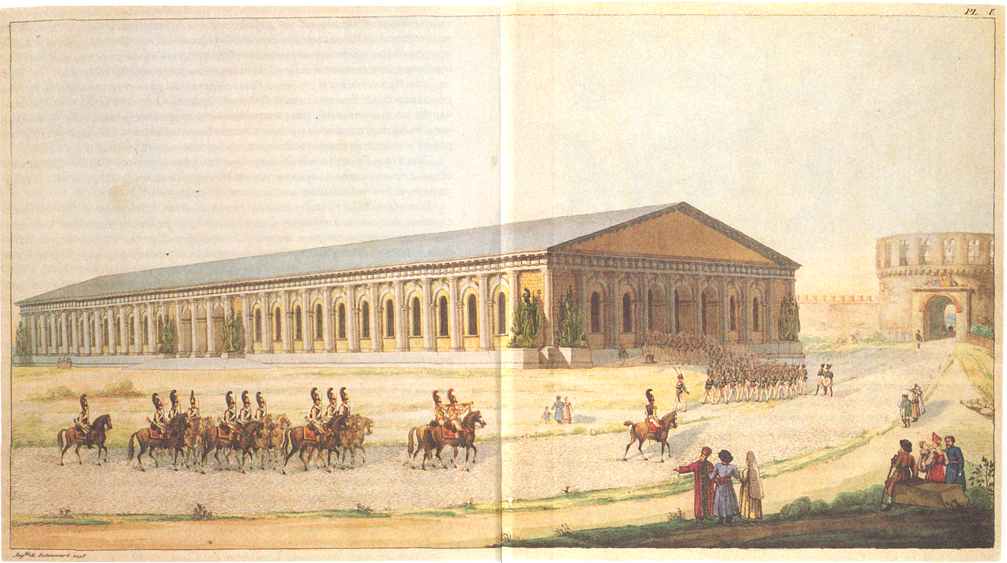
Moskiewski Maneż, akwarela, Agustín de Betancourt, ok. 1820

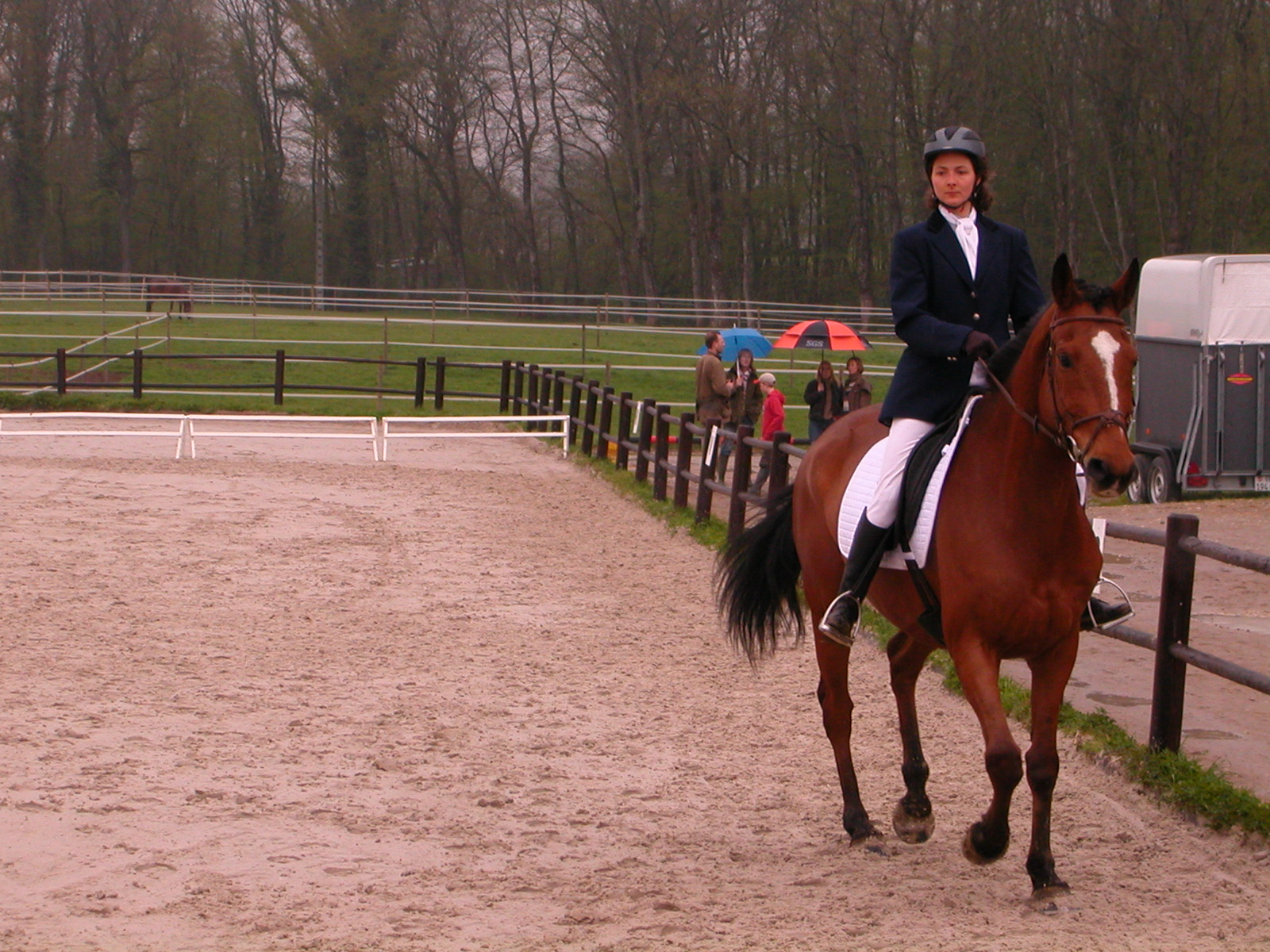
Ujeżdżalnia otwarta

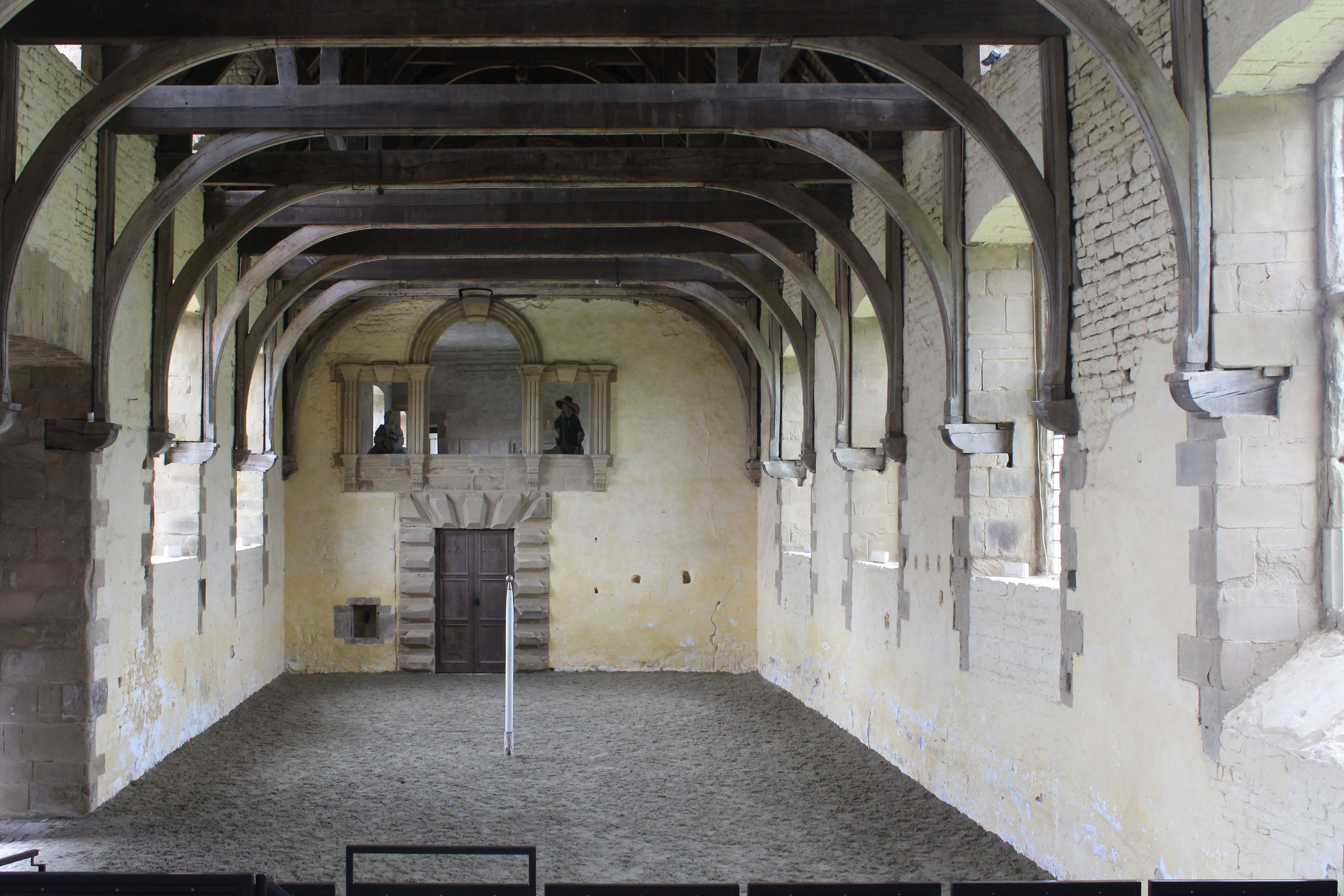
XVII-wieczna szkoła jeździecka, zamek Bolsover, Anglia

Ujeżdżalnia (maneż z wł. maneggio, rajtszula z niem. Reitschule) – ogrodzony teren (ujeżdżalnia otwarta) lub pomieszczenie zadaszone (ujeżdżalnia kryta) przeznaczone do nauki jazdy konnej lub trenowania ujeżdżenia czy skoków przez przeszkody. Ujeżdżalnie zazwyczaj pokryte są sypkim piaskiem (podłoże).
Ujeżdżalnie o określonych przepisami wymiarach mogą służyć jako miejsca pokazów, konkursów i zawodów sportowych. Ujeżdżalnie przygotowane do treningu lub konkursów ujeżdżenia to czworoboki.